# Шарыпово
Шары́пово — город краевого подчинения (с 31 июля 1981 года) в Красноярском крае России, административный центр Шарыповского района и городского округа город Шарыпово.
Население — 33 961 человек (2021). Площадь города — 30 км².

## История

### Доисторический период
Археологические раскопки подтвердили, что начиная с эпохи неолита и бронзы этот регион являлся непосредственной контактной зоной ряда этнокультур групп Южной Сибири и Казахстана и других. Сегодня в Шарыповском районе разведаны и нанесены на археологическую карту более 130 памятников археологии — от могильников, курганов, наскальных изображений до святилищ и рудоплавильни.

### XIX век
Пока самое раннее упоминание о деревне Шарыповской обнаружено в исповедной росписи Ужурской Петро-Павловской церкви за 1806 год. И если в аналогичных ведомостях за 1804 и 1805 годы деревня Шарыповская отсутствует, то в росписи 1806 года по деревне Шарыповской записано шесть крестьянских семей, видимо, первых жителей этой деревни, в которых следующие главы семейств:
- Иван Никифоров Шарыпов 80 л.
- Михайло Алексеев Дранишников, вдов, 80
- Иван Алексеев Попов 43
- Семен Козмин Похабов, вдов, 70
- Спиридон Михайлов Владимиров 37
- Иван Петров Анашкин 39

Всего в шести семьях по деревне Шарыповой учтено 63 души обоего пола, из них 29 душ мужского и 34 души женского пола. Самая многочисленная семья крестьянина Ивана Никифорова Шарыпова. В ней 14 душ мужского пола и 10 душ женского пола, а всего 24 души обоего пола. По нормам того времени, вновь основанная деревня получала свое название по фамилии одного из первых русских жителей, в данном случае это был Иван Шарыпов.
Кроме деревни Шарыповой в приходе Ужурской Петро-Павловской церкви за 1806 год записаны прихожане села Ужурского, деревень: Межевой, Копьевой, Сютинской, Кадатской, Белошапкиной, Кузурбинской, Ягинской, Берешенской и ясашные разных улусов. В последующих исповедных росписях Ужурской Петро-Павловской церкви за 1809, 1812 и 1819 гг. по деревне Шараповской зафиксировано по 12-13 семей крестьян.
1 января 1821 года Назаровской волости Ужурского прихода «разных селений крестьяне и ясашные лучшие люди, будучи в деревне Шарыповской в собрании изъявили желание своим коштом соорудить в деревне Шарыповской вновь каменную однопрестольную церковь во Имя Святыя и Живоначальныя Троицы», для чего собрали наличными 2140 рублей. Строителем церкви был назначен житель деревни Шарыповской Андрей (Иванов) Шарыпов.
Из текста вышеприведенного документа вытекает, что Троицкая церковь в деревне Шарыповской начала сооружаться никак не ранее 1822 года, возводилась она в течение двух лет. Первое упоминание о вновь заводимой каменной Шарыповской Троицкой церкви относится к 1824 году. На должность священника церкви в 1823 году назначен Феодор Космин Милицын 38 лет. У него был сын Василий 14-ти лет. Самая ранняя исповедная роспись по Шарыповской Троицкой церкви хранится в ГАКК и датируется 1824-м годом.
В состав прихода Шарыповской Троицкой церкви, кроме села Шарыповского, входило 8 деревень: Кадат, Темра, Береш, Шушь, Гляден, Линево, Косонголь и Ашпантская. Село Шарыповское, расположенное на реке Кадат, находится в 350 верстах от Красноярска.
При церкви была библиотека, состоящая из 311 томов. В селе Шарыповском имелись двухклассная церковно-приходская школа, почтовое отделение, волостное правление, мировой участок, врачебный пункт, общество потребителей, казённая винная лавка, хлебозапасный магазин, общественная богадельня. Работали две ярмарки: Параскевиевская (каждую девятую пятницу) и Никольская (28 октября — 1 ноября); по субботам — базар. К 1 января 1911 года в селе Шарыповском было 302 двора, в которых проживали 1093 мужчины и 1086 женщин. Население состояло из коренных сибиряков и переселенцев, основное занятие — хлебопашество и скотоводство.
До конца 1880-х годов Шарыповское относилось к Ужурской волости Ачинского округа Енисейской губернии. 10 января 1891 года состоялось торжественное открытие вновь образованной Шарыповской волости с центром в селе Шарыповском.
Вот как описывает это событие енисейский губернатор Л. К. Теляковский в донесении иркутскому генерал-губернатору: «…собравшиеся в присутствии полицейской власти представители и волостной сход в 12 часов дня в местной церкви приняли … святые иконы, прошли крестным ходом в помещение волостного правления, где и был отслужен молебен. … Затем на должностных лиц были возложены служебные знаки и в то же время вручены служебные печати. После этого было прочтено моё предписание об открытии Шарыповской волости».
Как административно-территориальная единица Шарыповская волость просуществовала до 1924 года.

### XX век
Приказом № 52 Енгубисполкома от 4 апреля 1924 года в Енисейской губернии было введено новое районно-волостное деление, по которому территория Шарыповской волости вошла в состав Берёзовского района.
В 1941 году в составе Хакасской автономной области был образован Шарыповский район за счёт разукрупнения Берёзовского и Саралинского районов. В 1947 году Шарыповский район был выделен из Хакасской автономной области и передан в непосредственное подчинение Красноярским краевым организациям.
Указом Президиума Верховного Совета РСФСР от 26 декабря 1962 года образованы краевые промышленные и сельские Советы депутатов трудящихся. Вместо существовавших 60 районов на территории Красноярского края в 1962 году образовано 35 сельских и 4 промышленных района. Шарыповский район был упразднён.
Указом Президиума Верховного Совета РСФСР от 3 ноября 1965 года в крае были восстановлены некоторые районы, среди них Шарыповский.
Решением исполкома Красноярского краевого Совета депутатов трудящихся от 18 марта 1977 года село Шарыпово (административный центр Шарыповского района) отнесено к категории рабочих посёлков.
Указом Президиума Верховного Совета РСФСР от 31 июля 1981 года рабочий посёлок Шарыпово преобразован в город краевого подчинения.
В 1987 году в только что отстроенное в 10 км от города село Холмогорское пункт переехали администрация и службы Шарыповского района, но это создало массу неудобств жителям района, поэтому администрацию вернули в Шарыпово.
Развитие города связано с освоением КАТЭК: Берёзовским угольным разрезом и Берёзовской ГРЭС (мощность 2400 МВт). Железнодорожная станция.
В период с 1985 по 1988 год город назывался Черненко в честь генерального секретаря ЦК КПСС Константина Черненко, который, однако, родился не в Шарыпово, а в селе Большая Тесь в 1911 году. В результате опроса населения и многочисленных требований жителей в декабре 1988 года городу вернули прежнее название — Шарыпово.

### XXI век
Импульсом к возрождению экономики Шарыпова стала программа переселения жителей посёлка Дубинино из ветхого и аварийного жилья, а также возобновление строительства третьего энергоблока Берёзовской ГРЭС. По программе переселения было построено 33 новых многоэтажных дома, в которые заселились более трёх тысяч человек.
22 сентября 2015 года третий энергоблок Берёзовской ГРЭС введен в строй. После завершения программы развития станции установленная мощность должна составить 2320—2400 МВт.
В Шарыпово действуют три дома культуры, центр культуры и кино, при котором существует центр межнациональных культур «Содружество», объединяющий в себе девять крупных национальных объединений города. Библиотечная система включает в себя две центральные библиотеки и шесть филиалов в микрорайонах города и поселках. В городе и поселках работают также две школы искусств, краеведческий музей и городской драматический театр.
Для занятий физкультурой и спортом открыты спортивный комплекс «Надежда» и стадион «Энергия». В 2010 году был построен новый спортивный зал в посёлке Дубинино, а в 2011 году — новый физкультурно-оздоровительный комплекс «Сибирь» с универсальным спортивным залом для игровых видов спорта. В городе работают две детско-юношеские спортивные школы.
Визитной карточкой города считается Свято-Троицкий православный собор, который был построен в 1990-е годы.
2017 год — «Культурная столица Красноярского края».
В городе работает краеведческий музей.

## География
Город расположен на стыке предгорий Кузнецкого Алатау и Назаровской котловины на реке Кадат (приток Береша бассейн Чулыма (приток Оби)), на западе Красноярского края, недалеко от административной границы с Кемеровской областью. Город находится в 310 км от краевой столицы, города Красноярска. До Шарыпово можно добраться по автодороге. В посёлке Дубинино находится железнодорожная станция Красноярской железной дороги. Через Шарыпово проходит автодорога Абакан — Кемерово.
Высота центра 319 м.
| - Озеро Линёво - Вид на предгорья Кузнецкого Алатау |

## Климат
В Шарыпово преобладает резко континентальный климат. Зимы холодные и малоснежные, нередки оттепели. Лето тёплое и непродолжительное. Самый теплый месяц июль — средняя температура 19,3 °C, самый холодный месяц январь — средняя температура −16,1 °C. Среднее годовое количество осадков составляет 220 мм.
В городе преобладают южные, юго-западные и западные ветра.
| Среднесуточное количество солнечных часов | Среднесуточное количество солнечных часов | Среднесуточное количество солнечных часов | Среднесуточное количество солнечных часов | Среднесуточное количество солнечных часов | Среднесуточное количество солнечных часов | Среднесуточное количество солнечных часов | Среднесуточное количество солнечных часов | Среднесуточное количество солнечных часов | Среднесуточное количество солнечных часов | Среднесуточное количество солнечных часов | Среднесуточное количество солнечных часов | Среднесуточное количество солнечных часов | Среднесуточное количество солнечных часов |
| Месяц                                     | Янв                                       | Фев                                       | Мар                                       | Апр                                       | Май                                       | Июн                                       | Июл                                       | Авг                                       | Сен                                       | Окт                                       | Ноя                                       | Дек                                       | Сред. год.                                |
| Солнечное сияние, ч                       | 2.7                                       | 2.7                                       | 3.7                                       | 5.9                                       | 8.3                                       | 12.7                                      | 11.4                                      | 9.8                                       | 6.6                                       | 3.5                                       | 2.1                                       | 2.3                                       | 5,96                                      |
| ----------------------------------------- | ----------------------------------------- | ----------------------------------------- | ----------------------------------------- | ----------------------------------------- | ----------------------------------------- | ----------------------------------------- | ----------------------------------------- | ----------------------------------------- | ----------------------------------------- | ----------------------------------------- | ----------------------------------------- | ----------------------------------------- | ----------------------------------------- |

| Показатель                        | Янв.  | Фев.  | Март | Апр. | Май  | Июнь | Июль | Авг. | Сен. | Окт. | Нояб. | Дек.  | Год  |
| --------------------------------- | ----- | ----- | ---- | ---- | ---- | ---- | ---- | ---- | ---- | ---- | ----- | ----- | ---- |
| Средний суточный максимум, °C     | −8,8  | −5,6  | 3,1  | 11,5 | 16,7 | 25,5 | 23,7 | 22,2 | 12,1 | 5,5  | −5,4  | −7    | 7,8  |
| Средняя температура, °C           | −12,3 | −10,2 | −2,7 | 5,7  | 11,2 | 18,3 | 18,6 | 16,6 | 8,5  | 2,1  | −8,1  | −10,6 | 3,1  |
| Средний суточный минимум, °C      | −16   | −14,7 | −8,6 | −0,1 | 5,9  | 11,1 | 13,3 | 11,0 | 4,9  | −1,3 | −10,9 | −14,2 | −1,6 |
| Норма осадков, мм                 | 19    | 19    | 20   | 20   | 19   | 20   | 20   | 20   | 20   | 10   | 8     | 25    | 220  |
| Источник: www.weatheronline.co.uk |       |       |      |      |      |      |      |      |      |      |       |       |      |

## Население
| 1959    | 1970    | 1979    | 1989    | 1996    | 1998    | 2000    | 2001    |
| ------- | ------- | ------- | ------- | ------- | ------- | ------- | ------- |
| 3329    | ↗4463   | ↗6178   | ↗39 771 | ↗42 700 | ↗43 700 | ↘43 300 | ↘42 700 |
| 2002    | 2005    | 2006    | 2007    | 2008    | 2009    | 2010    | 2011    |
| ↘41 532 | ↘39 400 | ↘38 900 | ↘38 800 | ↘38 500 | ↘38 242 | ↗38 561 | ↗38 600 |
| 2012    | 2013    | 2014    | 2015    | 2016    | 2017    | 2018    | 2020    |
| ↘37 988 | ↘37 842 | ↘37 411 | ↘37 230 | ↗37 258 | ↘37 169 | ↘37 136 | ↘36 741 |
| 2021    |         |         |         |         |         |         |         |
| ↘33 961 |         |         |         |         |         |         |         |

На 1 января 2025 года по численности населения город находился на 464-м месте из 1124 городов Российской Федерации.

## Административное деление
Город разделён на 11 микрорайонов: 1-7, Берлин, Западный, Пионерный, Северный. Официально они расположены в пределах улицы Ветеранов, Преображенского и Центрального проспектов, названия которых не указаны на домах и практически не используются жителями города. Фактически улицы есть только в старой части города, а также в микрорайоне Берлин, квартале Листвяг и Юго-Западном микрорайоне. Новые микрорайоны: 8, 9, 10 — предусмотрены под индивидуальную жилую застройку.
В состав городского округа входят: город (ранее рабочий посёлок) Шарыпово, посёлок Дубинино и посёлок Горячегорск.
| - Вид на 2-й микрорайон и дымовую трубу БГРЭС-1 - 3-й микрорайон - Вид на 4-й микрорайон - Вид на 2-й микрорайон вечером |

## Образование
Детские сады:
- МАДОУ № 1 «Белоснежка»
- МБДОУ № 2 «Дюймовочка»
- МБДОУ № 3 «Чебурашка»
- МБДОУ № 4 «Росинка»
- МБДОУ № 5 «Дельфин»
- МАДОУ № 6 «Золушка»
- МБДОУ № 15 «Ромашка»
- МБДОУ № 21 «Золотой ключик»
- МБДОУ № 22 «Журавушка»

Школы и техникумы:
- КГБОУ «Шарыповская школа»
- МБОУ СОШ № 1
- МБОУ СОШ № 2 (ранее № 11)
- МАОУ СОШ № 3
- МБОУ СОШ № 7
- МАОУ СОШ № 8
- Шарыповский Кадетский корпус
- КГБПОУ «Шарыповский многопрофильный колледж»

Загородные лагеря: 
- МАОУ Детский оздоровительно-образовательный лагерь «Бригантина»
- МАОУ ДО Детский оздоровительно-образовательный лагерь «Парус»

Детский центр допобразования:
- МБОУ ДО «Детско-юношеский центр» (МБОУ ДО ДЮЦ) (3 корпуса)

Молодежный центр:
- МБУ МЦ «Информационное молодёжное агентство»

Спорт:
- МБУ «Спортивная школа города Шарыпово»
- МБУ «Спортивная школа олимпийского резерва по единоборствам» (МБУ СШОР)
- МАУ «Центр физкультурно-спортивной подготовки» (МАУ ЦФСП)

## Здравоохранение
- Городская больница

## Культура
- Централизованная библиотечная система
- Центр культурного развития
- Краеведческий музей
- Драматический театр. Открыт 5 марта 1993 года. Вырос из народного театра «Фаэтон»[29].

## СМИ
- Телекомпания «ШАНС» г. Шарыпово
- ДОРОЖНОЕ РАДИО 101.9
- «Love Radio» в Шарыпово 104.5 FM
- Радио «Пирамида» в Шарыпово 105.0 FM
- Газета «Огни Сибири»
- Сайт «Шарыпово TODAY»
- Официальный сайт администрации города

## Палеонтология
В честь города Шарыпово назван род среднеюрского млекопитающего шарыповойя (Sharypovoia arimasporum) из семейства шеньшоуид (Shenshouidae), жившего 168—165 млн лет назад (батский ярус). Также неофициальное название «шарыпозавр килескус» носит род хищных ящеротазовых динозавров из семейства процератозаврид килеск (Kileskus aristotocus).